# Hållsta (Hudiksvall)
Hållsta is een plaats in de gemeente Hudiksvall in het landschap Hälsingland en de provincie Gävleborgs län in Zweden. De plaats heeft 56 inwoners (2005) en een oppervlakte van 23 hectare.